# Identikit
Identikit (it.: „Phantombild“) ist ein italienischer Spielfilm von Regisseur Giuseppe Patroni Griffi aus dem Jahre 1974. Der Film ist eine Adaption von Muriel Sparks 1970 erschienenen Roman The Driver’s Seat (dt.: Töte mich!). In den Hauptrollen sind Elizabeth Taylor und Ian Bannen zu sehen.

## Handlung
Lise, eine schöne und mysteriöse Amerikanerin mittleren Alters, ist mit ihren Nerven am Ende und bricht auf zu einer Reise nach Rom. Sie ist eine Frau, die an ihrer existenziellen Einsamkeit verzweifelt ist, und spricht – da Kommunikation und menschliche Begegnung ihr absurd und unmöglich geworden sind – praktisch nur noch in Dada-Sätzen.
Im Flugzeug begegnet sie dem exzentrischen Makrobiotik-Fan Bill, der kein Hehl daraus macht, dass er gern mit ihr ins Bett ginge. Ihre zweite Flugzeugbekanntschaft ist der introvertierte Pierre, der sich vor ihr fürchtet und ihr zunächst aus dem Weg geht.
Freimütig gibt Lise jedem zur Auskunft, dass sie in Rom ihren Freund treffen werde, mit dem sie ‒ wie sich bald zeigt ‒ aber keinen festen Treffpunkt vereinbart hat, sodass sie immer und überall nach ihm Ausschau hält. Zur Erkennung hält sie ein Buch vor sich hin. Der Zuschauer ahnt schon nach kurzer Zeit, dass dieser Freund gar nicht existiert und dass Lise in Wirklichkeit auf der Suche nach etwas ungeheuerlichem ganz Anderem ist.
Den Nachmittag vertrödelt sie beim gemeinsamen Shopping mit der gutmütig dahinplappernden Mrs. Fiedke. Anschließend lässt sie sich von dem Papagallo Carlo im Auto mitnehmen, doch auch dieser wird ihren Vorstellungen nicht gerecht. Nackt unter einem Mechaniker-Overall, hat er im Auto eine Erektion und führt Lises Kopf in seinen Schoß zu einer Fellatio. Lise steigt danach aus und Carlo läuft ihr hinterher, verliert dann aber sein Interesse an Lise. Die Verzweiflung, die sie über die Entfremdung und die Isolation des Lebens empfindet, ist so profund, dass sie durch einen Liebesakt nicht mehr gemildert werden könnte. Lise sucht nach einem ganz anderen, dem ultimativen Akt.
Der Zuschauer begreift bald, dass es sich bei allen Szenen, in denen Lise erscheint, um Rückblenden handelt. Die Rahmenhandlung besteht aus einer Serie von Verhören, die die überforderte Polizei mit sämtlichen Personen führt, mit denen Lise in Rom in Berührung gekommen ist.

## Produktion und Rezeption
Die Dreharbeiten für den in Technicolor und 35 mm produzierten Film fanden im August und September 1973 in München und Rom statt.
Der Film wurde am 20. Mai 1974 in Monaco uraufgeführt. In den USA war er erstmals unter dem internationalen Titel The Driver's Seat am 10. Oktober 1975 zu sehen. In Deutschland kam der Film nie in die Kinos.